# 晶吻鰩
晶吻鰩（學名：Rostroraja eglanteria）為軟骨魚綱鰩目鰩科吻鰩屬的一種，分布於西大西洋美國麻薩諸塞州到佛羅里達州南部與墨西哥灣東方海域，深度0至330公尺，本魚體盤呈菱形，吻部兩側有淺色至半透明的斑塊，背面主要為棕色至灰色，而腹面為白色。胸鰭背側也有深棕色到黑色的條紋和斑點，背部和尾部中間有一排刺，體長可達84公分，棲息在沙泥或礫石底質海域，為底棲性魚類，肉食性，以甲殼類和軟體動物為食，卵生，生活習性不明。